# Rock ’n’ Roll Kids
Rock ’n’ Roll Kids (jap. 愛してナイト, Ai shite naito, dt. „liebe mich [mein] Ritter“, international auch Kiss Me Licia) ist eine abgeschlossene Manga-Serie der japanischen Zeichnerin Kaoru Tada, die auch als Anime umgesetzt wurde. Die Geschichte rund um die privaten Erlebnisse einer Nachwuchsband ist dem Shōjo-Genre zuzuordnen und richtet sich hauptsächlich an Mädchen im Teenageralter.

## Personen
Yaeko Mitamura (三田村 八重子, Mitamura Yaeko): Yaeko, von allen nur Yakko (やっこ) genannt, ist ein 17-jähriges Mädchen und Halbwaise. Sie lebt mit ihrem Vater in Tokio und betreibt dort zusammen mit ihm ein kleines Okonomiyaki-Restaurant namens Mambo. Da sie tagsüber im Restaurant arbeitet, geht sie zur Abendschule. Sie ist ein offener, ehrlicher, manchmal etwas naiver Mensch, weshalb sie von (fast allen) gemocht wird. Ihre beste Freundin ist Isuzu.
Shigemaro Mitamura (三田村 しげまろ, Mitamura Shigemaro): Shigemaro, von seinen Freunden Shige genannt, ist Yakkos alleinerziehender Vater und der Besitzer und Koch des Restaurants Mambo. Er ist einerseits ein strenger und altmodischer Vater, besonders was den Umgang mit Männern angeht, andererseits auch ein großherziger Mensch. Er liebt Hashizo wie seinen eigenen Enkel. Shige mag japanische Volksmusik (Enka) und hat im klassischen Theater mitgespielt. Er kann die Rockmusik und die Bandmitglieder der „BEE HIVE“ samt ihrer auffallenden Frisuren nicht leiden.
Joe Katō (加藤 剛, Katō Gō): Joe ist ein 20-jähriger Student und der große Bruder von Hashizō. Er zieht seinen Halbbruder seit dessen Geburt alleine auf, da sein Vater bei einem Autounfall ums Leben kam und Hashizōs Mutter in Paris lebt. Er gründete zusammen mit seinem besten Freund Sammy die Band „BEE HIVE“. Er ist Sänger und Songwriter der Rockband und neben Sammy der absolute Mädchenschwarm. Er verliebt sich in Yakko, doch hat er Schwierigkeiten mit ihrem Vater, der ihn wegen seines Aussehens nicht leiden kann.
Hashizō Katō (加藤 橋蔵, Katō Hashizō): Der vierjährige Hashizō ist Joes kleiner Bruder. Er lebt in Tokio bei seinem Halbbruder Joe in einer kleinen Wohnung. Da Joe viel zu tun hat, ist Hashizō oft allein mit seinem Kater Juliano, welcher seine Gedanken dem Zuschauer gegenüber äußern kann. Als Hashizo ohne das Wissen seines Bruders in die Stadt geht, lernt er Yakko kennen. Yakko nimmt Kind und Katze mit in das Restaurant ihres Vaters, wo sie seit diesen Zeitpunkt Stammgäste sind. Hashizōs größter Wunsch ist, dass Joe und Yakko heiraten und sie seine neue Mutter wird.
Juliano (ジュリアーノ, Juriāno): Juliano ist Hashizōs (dicker) Kater und bester Freund. Abgesehen von Yakko, ist er ein absoluter Frauenhasser. Er wurde als Junges von Joe auf der Straße gefunden und später von ihm und Hashizō aufgenommen. Juliano liebt die Okonomiyaki-Steaks von Yakkos Vater.
Sammy Okawa (大川 里美, Ōkawa Satomi): Sammy ist wie Joe ein 20-jähriger Student, ist der Keyboarder und Komponist der Band „BEE HIVE“. Er stammt aus einer sehr reichen Familie und lebt allein in einem riesigen Haus, in dem er sein eigenes Musikzimmer hat. Er ist anfangs in Yakko verliebt und streitet sich deshalb des Öfteren mit Joe.
Meiko Kajiwara (梶原 芽衣子, Kajiwara Meiko): Meiko ist ein 18-jähriges verwöhntes Mädchen aus einer reichen Familie. Ihr Vater ist ein Geschäftspartner von Sammys Vater. Sie ist von Anfang an verrückt nach Sammy und würde alles tun, um dessen Herz für sich zu gewinnen. Sie ist zuerst sehr eifersüchtig auf Yakko, da Sammy für sie schwärmt, freundet sich später doch mit ihr an.

## Veröffentlichungen

### Manga
Rock ’n’ Roll Kids wurde in Japan von 1982 bis 1984 in Einzelkapiteln im Manga-Magazin Bessatsu Margaret des Shūeisha-Verlags veröffentlicht. Diese Einzelkapitel wurden auch in sieben Sammelbänden zusammengefasst. Später erschien eine Neuauflage in vier Bänden. Zum 1983 entstandenen Anime erschien zudem eine Umsetzung als Anime-Comic. Eine englische Fassung erschien bei BookWalker, eine französische bei Edition Tonkam und eine italienische bei Edizioni Star Comics und Goen.

### Anime
Das Anime-Studio Tōei Animation produzierte auf der Grundlage des Mangas eine Anime-Serie mit 42 Episoden à 24 Minuten. Regie führte Osamu Kasai, die Drehbücher schrieben Mitsuru Majima, Sukehiro Tomita und Tatsuo Tamura. Ihre Geschichte orientiert sich weitgehend an der Vorlage, wenn auch einige Details und die Chronologie mancher Ereignisse sowie deren Erzählgeschwindigkeit geändert wurde. Das Charakterdesign adaptierte Yasuhiro Yamaguchi und die künstlerische Leitung lag bei Motoyuki Tanaka. Die verantwortlichen Produzenten waren Hiroshi Takeda, Morihiro Katō und Toshio Katsuta.
Die Serie wurde in Japan vom 1. März 1983 bis 24. Januar 1984 von TV Asahi ausgestrahlt. Auf Deutsch wurde Rock ’n’ Roll Kids Anfang der 1990er-Jahre bei RTL II gezeigt. 1994 wurde auch eine VHS-Kassette mit drei Folgen (Episode 25, 36 und 37) veröffentlicht. Im Oktober 2010 erschien bei Universum Anime eine deutschsprachige DVD-Box mit allen 42 Episoden. Eine französische Fassung wurde ab 1988 mehrfach in Frankreich im Fernsehen gezeigt, ebenso gab es bereist ab 1985 mehrere Ausstrahlungen in Italien. Außerdem wurde der Anime in Portugal und Spanien ausgestrahlt.

#### Synchronisation
Die deutsche Synchronisation entstand bei MME Studios in Berlin.
| Rolle (jp./dt.)          | japanische Sprecher (Seiyū)        | deutsche Sprecher |
| ------------------------ | ---------------------------------- | ----------------- |
| Yaeko Mitamura           | Mitsuko Horie                      | Anna Grisebach    |
| Go Kato/Joe Kato         | Isao Sasaki                        | Frank Schröder    |
| Hashizo Kato             | Yuko Mita                          | Jan Rohrbach      |
| Juliano                  | Masashi Amenomori, Shingo Kanemoto | Jürgen Kluckert   |
| Shigemaro Mitamura       | Takeshi Aono                       | Michael Christian |
| Satomi Okawa/Sammy Okawa | Katsuji Mori                       | Michael Iwannek   |
| Meiko Kajiwara           | Chiyoko Kawashima                  | Silke Dornow      |
| Eiji Tono/Eichi Tono     | Kaneto Shiozawa                    | Matthias Hinze    |

#### Musik
Die Musik der Serie wurde komponiert von Nozomi Aoki. Das Vorspannlied ist Koi wa Totsuzen von Mitsuko Horie und der Abspann ist unterlegt mit Boku no Juliano von Takaaki Hiratsuka. Das Debütalbum der Band Beehive erschien in Japan als Schallplatte mit neun Liedern aus der Serie.

### Realverfilmung
In Italien wurde zum Manga eine Realfilm-Fernsehserie produziert, die von 1986 bis 1988 mit insgesamt 145 Folgen im Fernsehen lief. Die Geschichte hält sich nah an die Manga-Vorlage.

### Merchandising
In Japan erschienen zur Serie Spielpuppen von Yakko und Hashizo, Stiftbehälter und ein in der Serie vorkommende Horoskop-Computer, sowie Kleidungsstücke, Taschen und Kinderspielzeug wie die Okonomiyaki-Küche von Shigemaru als Spielzeugküche. Darüber hinaus erschien weiteres Merchandise in Italien, darunter Schallplatten und ein Stickeralbum von Panini.

## Rezeption
In Japan war der Anime nur wenig erfolgreich. In Europa, insbesondere in Frankreich, Italien und Deutschland, wurde er dagegen sehr beliebt, während er in den englischsprachigen Ländern unbekannt blieb. Neben typischen Shōjo-Elementen biete die Serie auch viel Comedy und Musik, die einen wichtigen Teil der Handlung transportiert, so die MangasZene. Dabei sei der Anime mit seiner Darstellung von Drogenkonsum, Gewalt und Sexualität unter Jugendlichen, dabei sogar ein offen bisexueller Mann, deutlich „härter“ als die später im deutschen Fernsehen gezeigten Serien. An der deutschen Fassung wird gelobt, dass die Übertragung sogar der Liedtexte sehr originalgetreu und sinngemäß gelungen sei. Die Mangaserie sei noch ein Stück expliziter und verfolge sogar ein wenig Aufklärungsarbeit. Der Stil könne inzwischen veraltet und nicht mehr dem Schönheitsideal entsprechend wirken, dennoch habe der Manga „Charme und Liebreiz“. Laut der deutschen Zeitschrift AnimaniA gehört Rock ’n’ Roll Kids zu den Klassikern, die in den 1990er Jahren für viele Fans der Einstieg in die Welt des Animes waren. Die damalige Synchronisation sei charmant und die 2010 veröffentlichte, digital überarbeitete Fassung biete eine im Vergleich zur TV-Fassung deutlich bessere Bildqualität.